# María Luisa Herreros
María Luisa Herreros García (Torrelavega, 3 de octubre de 1917-Madrid, 3 de octubre de 1985) fue una investigadora y neurocientífica española componente de la Escuela Neurológica Española creada por Santiago Ramón y Cajal.

## Trayectoria
Nació en una familia acomodada el 3 de octubre de 1917 en Torrelavega. Su padre era propietario de un negocio dedicado a la carpintería y cantería de mármol, mientras que su madre tenía un negocio de costura. Inició su formación en Torrelavega, en el colegio de las monjas de los Sagrados Corazones (congregación francesa con una enseñanza más avanzada que la habitual de los colegios religiosos de la época). En 1934 se trasladó a Madrid para cursar estudios de Medicina en la Facultad de la Universidad Central. Allí se alojó en la Residencia de Señoritas, dirigida por María de Maeztu. Estudió Histología y Patología con el profesor Jorge Francisco Tello, discípulo de Ramón y Cajal y sucesor hasta 1939 en el Instituto de su nombre, y Fisiología con Juan Negrín.
El comienzo de la guerra civil la sorprendió en Torrelavega donde la pasó hasta su final. Al acabar volvió a Madrid para terminar sus estudios de Medicina. Se alojó de nuevo en la Residencia de Señoritas, convertida en Colegio Mayor femenino Santa Teresa de Jesús, dirigido por Matilde Marquina, bajo la supervisión de la Falange. Para continuar sus estudios tuvo que declarar que no había colaborado con los gobiernos del Frente Popular y afiliarse al Sindicato Español Universitario (SEU). Se licenció en 1943 en Psiquiatría y Neurología. Comenzó los estudios de doctorado que centró en Neurociencia y Endocrinología, lo que la llevó al Instituto Cajal. Allí su trabajo investigador en el campo de la histología lo llevó a cabo, principalmente, junto a Fernando de Castro. Posteriormente se dedicó estudiar la neurociencia en la psiquiatría, siendo reconocida por ello como una de las pioneras españolas en el psicoanálisis. Formó parte del  grupo de investigadores que formaron la denominada Escuela Neurológica Española, denominada más popularmente, Escuela de Cajal. Junto a ella hubo otras mujeres, Laura Forster, Manuela Serra y María Soledad Ruiz-Capillas. Herreros, colaboró con Fernando de Castro en el estudio de la organización sináptica del sistema simpático.
Se registró en 1948, siendo la tercera mujer en hacerlo, como médico investigador en el Colegio Oficial de Cirujanos de Cantabria. Interesada en la psiquiatría, se ofreció voluntaria para trabajar en el grupo de investigación de Neuropsiquiatría del doctor Gregorio Marañón en el Instituto de Patología Médica del Hospital Provincial de Madrid. Publicó dos artículos científicos en los que recomendaba el psicoanálisis como tratamiento complementario a las terapias endocrinas.
En 1955 participó en el XIX Congreso Psicoanalítico Internacional realizado en Ginebra.
En 1973, en colaboración con su discípula María Luisa Morales, escribió Lo femenino y la vida íntima. Este libro pretende dar una respuesta científica al hecho de por qué la sexualidad ocupa en tan alta medida la vida consciente e inconsciente del ser humano,
En 1976 fue una de las fundadoras del grupo PSIQUE, Asociación para la Investigación y la aplicación de la Psicoterapia Psicoanalítica. Junto a ella estaban Gloria Enríquez de Salamanca, María Luisa Morales y Maite del Moral Sagarminaga.
Murió el 3 de octubre de 1985 a causa de un linfoma de Hogdkin.